# 大腸鋇劑灌腸造影
大腸鋇劑灌腸造影（Barium Enema），簡稱鋇劑造影，是将硫酸钡乳液灌入患者的肛门，讓患者的結腸、直腸在X射線下成像。硫酸钡在人体内不溶，可以附着在消化道管壁上，阻挡X射线穿过，因此可以显示消化道的形态。有些患者需要服用硫酸鋇乳液（称为「钡餐」）以显示食道形状。
一般來說，鋇劑造影只會用於大腸、小腸等一般插入式儀器較難到達的位置。為確保腸內食物殘渣不會影響造影，醫生一般會建議病人在造影前服用清腸藥物，例如：Klean-Prep。在進行造影前，病人還要再接受灌腸清洗程序。

## 外部連結

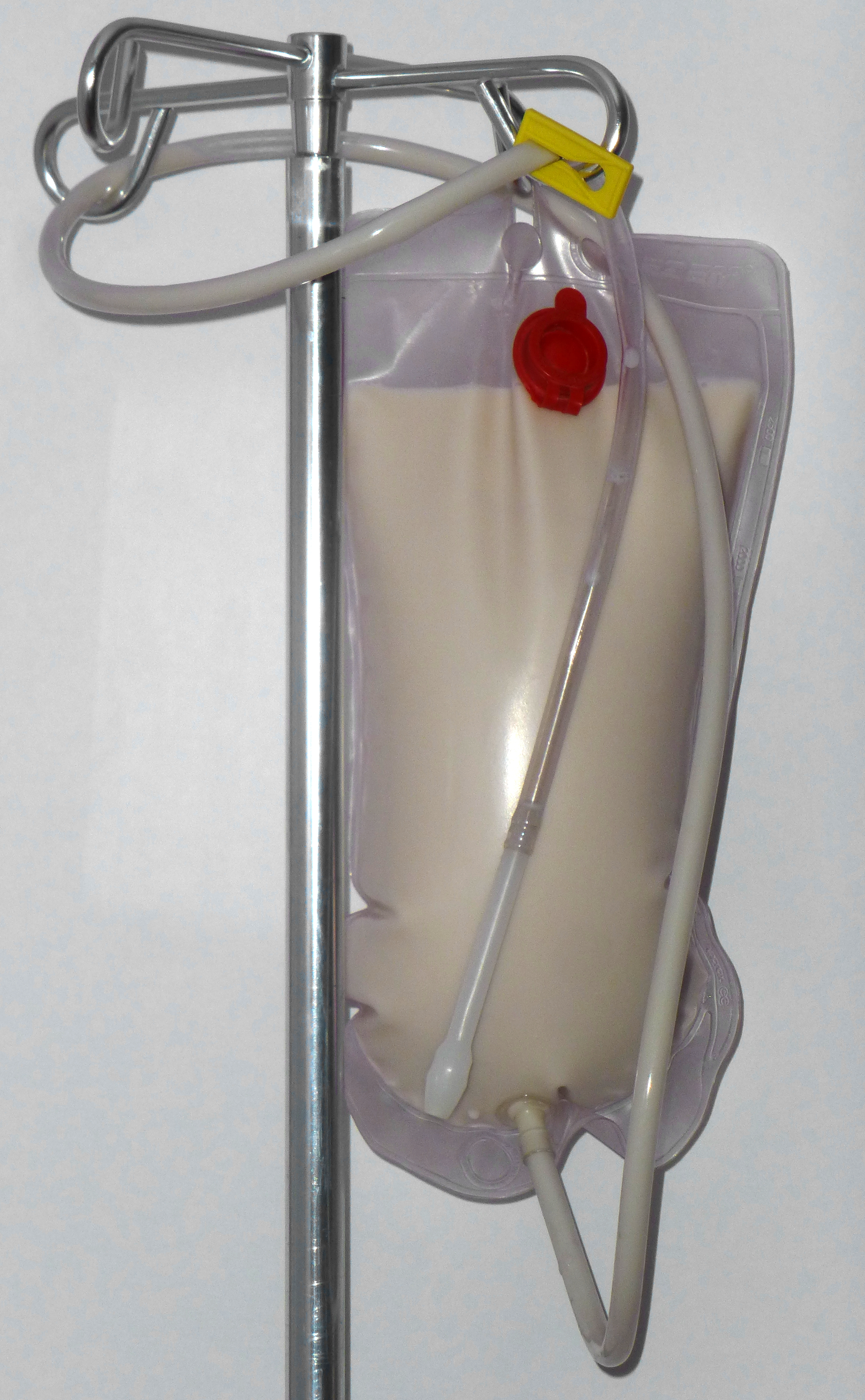
显影剂灌肠

- Duplicated Colon on Barium Enema - MedPix Medical Image Database
- RadiologyInfo（页面存档备份，存于） - The radiology information resource for patients: Barium Enema
- NIH page on barium enemas（页面存档备份，存于）